# 짐 번즈

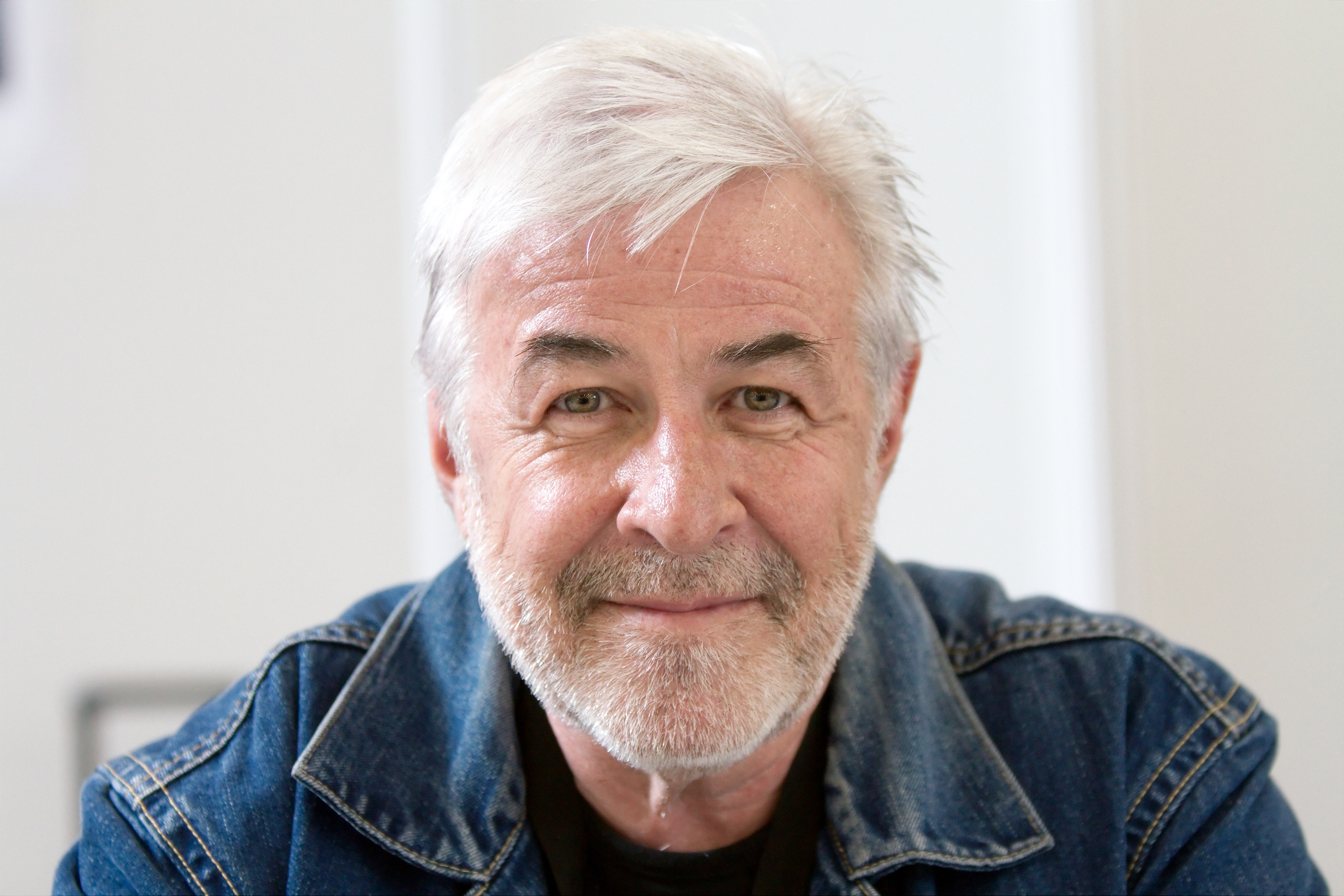

짐 번즈(Jim Byrnes, 1948년 9월 22일 ~ )는 미국의 배우, 음악가, 텔레비전 배우, 영화배우, 성우, 작곡가이다.
세인트루이스에서 태어났다.

## 방송
- 와이즈가이

## 영화
- 생츄어리 시즌1 (2008년) - 그레고리 매그너스 역
- 하트 오브 어 드래곤 (2008년)
- 하이랜더 5 (2007년)
- 하이랜더 - 복수의 전사 (2007년)
- 형사 가제트의 최대의 사건 (2005년)
- 에디슨 시티 (2005년)
- 내 상사의 딸 (2003년)
- 형사 가제트의 최후의 사건 (2002년)
- 개구쟁이 데니스: 미모사섬의 비밀 (2002년)
- 스노우 퀸 (2002년)
- 듀 이스트 (2002년)
- 위 올 폴 다운 (2000년)
- 엔드 오브 게임 (2000년)
- 트랜스포머 - 비스트머신 (1999년)
- 콜드 스쿼드 (1998년)
- 빨간 코 순록 루돌프 (1998년)
- 톰 소여의 모험 (1998년)
- 파이널 디센트 (1997년)
- 브루드하운드 2 (1996년)
- 제3의 눈 (1995년)
- 두 여자의 사랑 (1995년)
- 드림 맨 (1995년)
- 웨일 뮤직 (1994년)
- 생존의 게임 (1992년)
- 하이랜더 - TV 시리즈 (1992년)
- 크리스마스의 거리 (1991년)
- 오멘 4 (1991년) - 노아 역
- 진실의 창 (1990년)
- 와이즈가이 (1987년)
- 아웃 오브 블루 (1980년)